# Кубок Лівану з футболу 2016—2017
Кубок Лівану з футболу 2016—2017 — 45-й розіграш головного кубкового футбольного турніру у Лівані. Титул володаря кубка здобув Аль-Ансар.

## Календар
| Раунд        | Дата                             | Матчі | Клуби   |
| ------------ | -------------------------------- | ----- | ------- |
| Перший раунд | 17-18 вересня 2016               | 6     | 24 → 18 |
| Другий раунд | 12 листопада 2016                | 2     | 18 → 16 |
| 1/8 фіналу   | 16 грудня 2016 - 12 березня 2017 | 8     | 16 → 8  |
| 1/4 фіналу   | 6 січня - 18 березня 2017        | 4     | 8 → 4   |
| 1/2 фіналу   | 19 березня - 1 квітня 2017       | 2     | 4 → 2   |
| Фінал        | 7 травня 2017                    | 1     | 2 → 1   |

## 1/8 фіналу
| Команда 1                 | Рахунок | Команда 2        |
| ------------------------- | ------- | ---------------- |
| 16 грудня 2016            |         |                  |
| Аль-Ахлі (Сайда) (2)      | 0:1     | Триполі          |
| Аль-Тадамон (Тір)         | 1:2     | Шабаб Аль-Сахель |
| 17 грудня 2016            |         |                  |
| Аль-Мабаррах (2)          | 2:4     | Расинг (Бейрут)  |
| Салам (Згарта)            | 3:1     | Набі Шеет        |
| Аль-Егтмааей (Триполі)    | 0:1 дч  | Аль-Ансар        |
| 18 грудня 2016            |         |                  |
| Шабаб Аль-Арабі (2)       | 1:3     | Сафа Бейрут      |
| Оменетмен (Бейрут) (2)    | 2:5     | Неджмех          |
| 12 березня 2017           |         |                  |
| Аль-Акхаа Аль-Ахлі (Алей) | 0:2     | Аль-Ахед         |

## 1/4 фіналу
| Команда 1        | Рахунок         | Команда 2       |
| ---------------- | --------------- | --------------- |
| 6 січня 2017     |                 |                 |
| Триполі          | 0:1             | Неджмех         |
| 7 січня 2017     |                 |                 |
| Шабаб Аль-Сахель | 3:3 дч пен. 3:4 | Аль-Ансар       |
| 8 січня 2017     |                 |                 |
| Сафа Бейрут      | 3:2 дч          | Расинг (Бейрут) |
| 18 березня 2017  |                 |                 |
| Аль-Ахед         | 3:1             | Салам (Згарта)  |

## 1/2 фіналу
| Команда 1       | Рахунок         | Команда 2 |
| --------------- | --------------- | --------- |
| 19 березня 2017 |                 |           |
| Сафа Бейрут     | 4:1             | Неджмех   |
| 1 квітня 2017   |                 |           |
| Аль-Ахед        | 2:2 дч пен. 6:7 | Аль-Ансар |

## Фінал
| 7 травня 2017 16:30 (EEST) |

| Сафа Бейрут | 0:1      | Аль-Ансар     |
| ----------- | -------- | ------------- |
|             | Протокол | Подставек 56' |

| Міжнародний стадіон, Сайда |